# Entomophaga lagriae
Entomophaga lagriae är en svampart som beskrevs av Balazy 1993. Entomophaga lagriae ingår i släktet Entomophaga och familjen Entomophthoraceae.   Inga underarter finns listade i Catalogue of Life.